# Mirosław Szybowski
Mirosław Szybowski (ur. 15 września 1960 w Kołobrzegu) – polski lekkoatleta, specjalizujący się w rzucie oszczepem.
Mistrz Polski z 1985 roku. Rekord życiowy: 87,56 (29.09.1985, Łódź). Reprezentował barwy  Sztormu Kołobrzeg, AZS-AWF Gorzów Wielkopolski i Gryfa Słupsk. Wychowanek trenera Michała Barty. Absolwent gorzowskiego ZWKF.
Obecnie jest trenerem i nauczycielem wychowania fizycznego w I LO w Kołobrzegu. Jego podopiecznym był m.in. Robert Szpak.

## 10 najlepszych wyników
| Wynik | Data             | Miejsce              |
| ----- | ---------------- | -------------------- |
| 87,56 | 29 września 1985 | Łódź                 |
| 85,30 | 18 września 1985 | Słupsk               |
| 84,86 | 27 lipca 1985    | Warszawa             |
| 84,66 | 24 sierpnia 1985 | Stargard Szczeciński |
| 84,64 | 14 września 1985 | Białogard            |
| 83,50 | 3 sierpnia 1985  | Bydgoszcz            |
| 82,86 | 31 lipca 1983    | Sopot                |
| 82,60 | 20 lipca 1985    | Sopot                |
| 82,54 | 17 sierpnia 1985 | Moskwa               |
| 82,36 | 31 sierpnia 1985 | Nitra                |